# Municipio de Springdale (condado de Roberts)
El municipio de Springdale (en inglés: Springdale Township) es un municipio ubicado en el condado de Roberts en el estado estadounidense de Dakota del Sur. En el año 2010 tenía una población de 110 habitantes y una densidad poblacional de 1,22 personas por km².

## Geografía
El municipio de Springdale se encuentra ubicado en las coordenadas 45°21′56″N 96°54′51″O / 45.36556, -96.91417. Según la Oficina del Censo de los Estados Unidos, el municipio tiene una superficie total de 89.98 km², de la cual 89,93 km² corresponden a tierra firme y (0,05 %) 0,05 km² es agua.

## Demografía
Según el censo de 2010, había 110 personas residiendo en el municipio de Springdale. La densidad de población era de 1,22 hab./km². De los 110 habitantes, el municipio de Springdale estaba compuesto por el 98,18 % blancos, el 1,82 % eran asiáticos. Del total de la población el 0 % eran hispanos o latinos de cualquier raza.